# Lepus tibetanus
Lepus tibetanus is een zoogdier uit de familie van de hazen en konijnen (Leporidae). De wetenschappelijke naam van de soort werd voor het eerst geldig gepubliceerd door Waterhouse in 1841.

## Voorkomen
De soort komt voor in Afghanistan, Mongolië en Pakistan.